# Federico Peliti
Federico Peliti (Carignano, 29 juin 1844 - Carignano, 28 octobre 1914) est un entrepreneur, photographe et sculpteur italien.

## Biographie
Élève du photographe turinois Felice Bardelli (1849-1910), surtout connu pour ses compétences techniques, Peliti se consacre avec continuité et passion, dans ses temps libres, à la photographie, documentant la vie des villes indiennes avec une attention participative et sans préjugés.